# Aldemar Paiva
Aldemar Buarque de Paiva (Maceió, 20 de julho de 1925- Recife, 4 de novembro de 2014) foi um poeta, cordelista, radialista, jornalista, compositor, produtor artístico e publicitário brasileiro.
Foi o fundador da Rádio Difusora de Alagoas.
Oficial do Exército, foi transferido para o Recife, atuando inicialmente na Rádio Clube de Pernambuco, em substituição a Chico Anysio como produtor, apresentador e diretor artístico.

## Atuações profissionais
- Rádio Clube de Pernambuco - Produtor, apresentador, diretor artístico
- Rádio Tamandaré - locutor
- Rádio Jornal do Commercio
- TV Rádio Clube - diretor de teleteatro.
- TV Jornal do Commercio - Apresentador
- Fatorama [3](Brasília) - Assinou página homorística
- Golden Publicidade - Redator

## Outras atuações
- Empresa Metropolitana de Turismo (EMETUR) - Exerceu sua presidência;
- Empresa Cearense de Turismo (EMCETUR) - Planejamento e instalação;
- Teatro de Amadores de Pernambuco - Ator e integrante da diretoria;
- Museu Murillo Lagreca - exerceu a direção.

## Composições musicais
Aldemar Paiva tem de sua autoria mais de 70 composições musicais, algumas em parcerias com outros compositores.
São de sua autoria, entre outras:
- Saudade - frevo canção
- Me abufelei - frevo canção
- Pajuçara[2]

Em parceria com Nelson Ferreira, compôs:
- Frevo da saudade - frevo de bloco
- Brasil campeão do mundo - hino
- Sopa no mel - Frevo canção[nota 1]
- Elegia a Calheiros - Canção
- Se me viste chorar - bolero
- Tem jeito sanfona
- Pernambuco, você é meu.[5]

## Livros publicados
- O caso eu conto - EBGE;
- Monólogos e outros poemas - CEPE;
- A chegada de Nelson Ferreira ao céu - Ed. Massangana / Gráfica Rozenblit;
- O encontro de Capiba com Nelson Ferreira - Fiepe
- Gilberto Freyre, descobridor do Brasil
- Saga do 44 Espada Dágua e outros causos e mais causos.

## Peças teatrais
- Auto do Batizado - Especial para a Rede Globo sobre a Inconfidência Mineira

## Programas radiofônicos
- Dona Pinóia e seus Brotinhos;
- Festa no Varandão;
- Pernambuco, você é meu.[nota 2][2]

## Instituições literárias
- Membro da Academia de Artes e Letras de Pernambuco
- Sócio honorário da Academia Maceioense de Letras
- Compositor filiado à União Brasileira de Compositores

## Prêmios e títulos
- Cidadão do Recife;
- Cidadão de Pernambuco;
- Memória Viva da Cidade do Recife;
- Troféu Cipriano Jucá, da Academia Maceioense de Letras;